# Indigofera kirkii
Indigofera kirkii är en ärtväxtart som beskrevs av Daniel Oliver. Indigofera kirkii ingår i släktet indigosläktet, och familjen ärtväxter. Inga underarter finns listade i Catalogue of Life.